# Efferia parkeri
Efferia parkeri är en tvåvingeart som beskrevs av Wilcox 1966. Efferia parkeri ingår i släktet Efferia och familjen rovflugor. Inga underarter finns listade i Catalogue of Life.